# Чавес Коллинс, Диего
Диего Чавес Кольинс (исп. Diego Chávez Collins; 11 мая 1995, Веракрус, Веракрус — 14 февраля 2024, Сьюдад-Хуарес, Чиуауа) — мексиканский футболист, полузащитник.

## Клубная карьера
Диего Чавес начинал свою карьеру футболиста в мексиканском клубе «Веракрус». 12 августа 2015 года он дебютировал в мексиканской Примере, выйдя на замену на 75-й минуте в гостевой игре с «Тихуаной». Спустя 12 минут после своего выхода Чавес забил свой первый гол на высшем уровне.
Сезон 2016/17 Чавес на правах аренды провёл за клуб Ассенсо МХ «Хуарес».
Погиб 14 февраля 2024 года на 29-м году жизни.

## Достижения
«Веракрус»
- Обладатель Кубка Мексики: Кл. 2016